# Begonia dipetala
Begonia dipetala là một loài thực vật có hoa trong họ Thu hải đường. Loài này được Graham mô tả khoa học đầu tiên năm 1828.